# Kosijiwka (Schytomyr)
Kosijiwka (ukrainisch Козіївка; russisch Козиевка Kosijewka) ist ein Dorf im Osten der ukrainischen Oblast Schytomyr mit etwa 500 Einwohnern (2001).

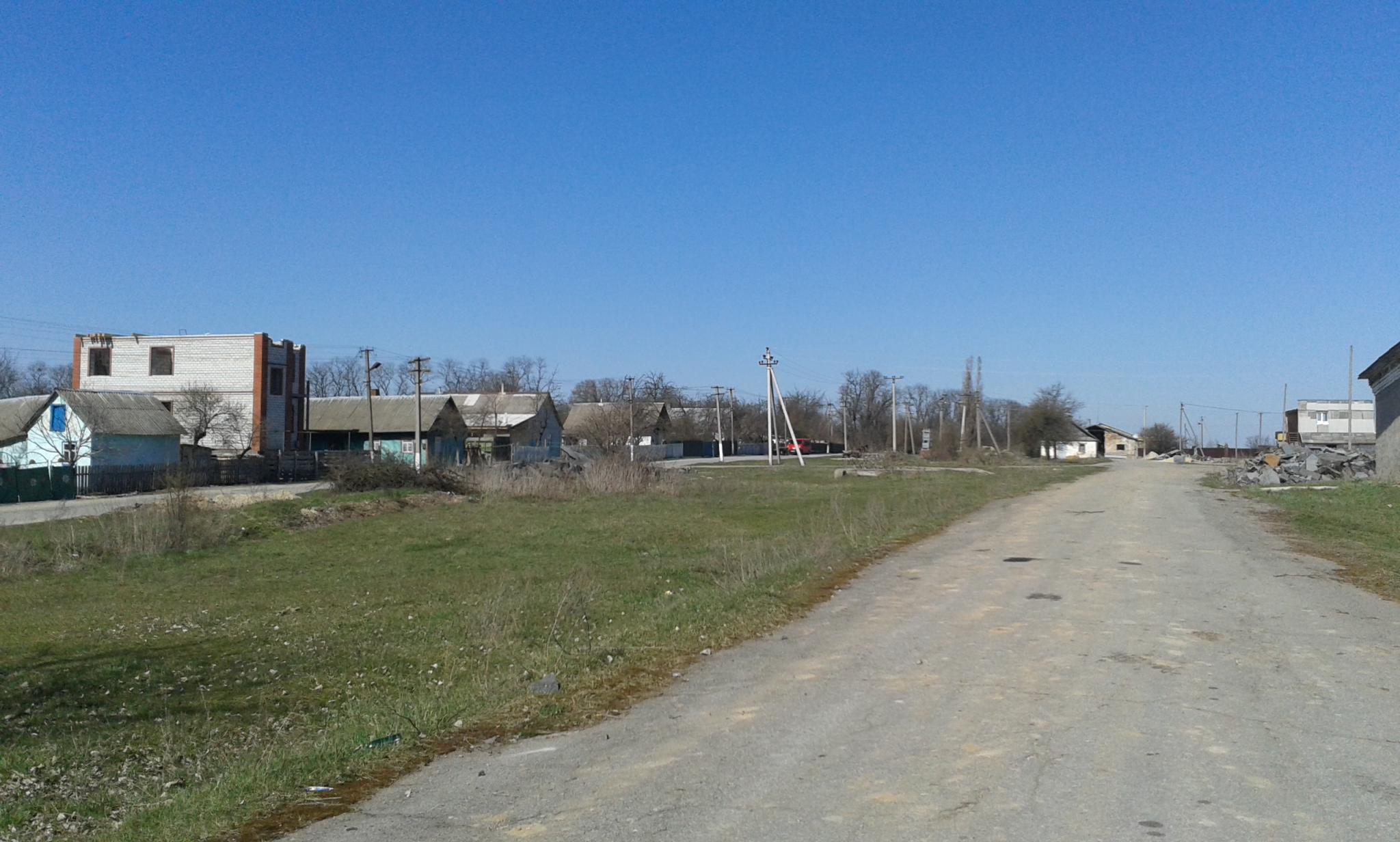
Straße im Dorf

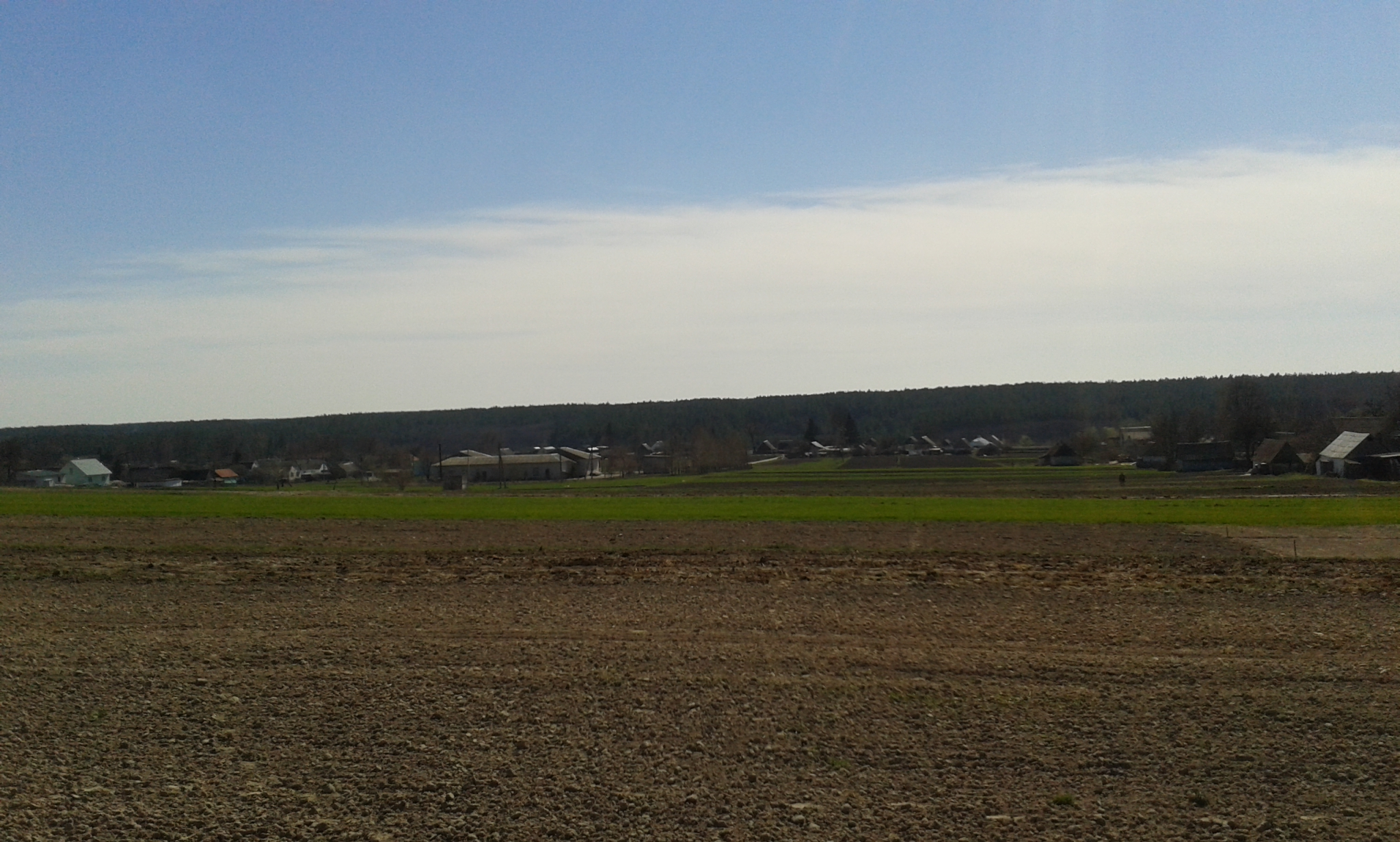
Blick über Felder auf Kosijiwka

Das erstmals 1646 schriftlich erwähnte Dorf war bis Juni 2019 die einzige Ortschaft der gleichnamigen, 30,867 km² großen Landratsgemeinde im Rajon Korostyschiw und gehört seitdem zur Landgemeinde Starosilzi.
Die Ortschaft liegt auf einer Höhe von 178 m am Ufer des Teteriw, 12 km südöstlich vom Gemeindezentrum Starosilzi, 8 km nordöstlich vom ehemaligen Rajonzentrum Korostyschiw und  km lich vom Oblastzentrum Schytomyr.
Südwestlich vom Dorf verläuft in 5 km Entfernung die Fernstraße M 06/E 40.
Am 17. Juli 2020 kam es im Zuge einer großen Rajonsreform zum Anschluss des Rajonsgebietes an den Rajon Schytomyr.